# 13 février
Pour les articles homonymes, voir Treize-Février.
13 janvier 13 mars
Chronologies thématiques
- Croisades
- Ferroviaires
- Sports
- Disney
- Anarchisme
- Catholicisme

Abréviations / Voir aussi
- (° 1852) = né en 1852
- († 1885) = mort en 1885
- a.s. = calendrier julien
- n.s. = calendrier grégorien
- Calendrier
- Calendrier perpétuel
- Liste de calendriers
- Naissances du jour

Le 13 février est le 44e jour de l'année du calendrier grégorien (il en reste ensuite 321, ou 322 lorsqu'elle est bissextile).
C'était généralement le 25 pluviôse du calendrier républicain ou révolutionnaire français, officiellement dénommé jour du (ou de la) lièvre.

## Événements

### Xesiècle
- 962 : l'empereur germanique Otton Ier promulgue le Privilegium Ottonianum qui confirme les privilèges des Carolingiens.

### XIesiècle
- 1021 : le calife le plus controversé de l'Égypte fâtimide Al-Hakim bi-Amr Allah disparaît au cours d'une promenade nocturne dans les collines d'Al-Muqattam au Caire.

### XIVesiècle
- 1390 : couronnement à Pampelune du roi de Navarre Charles III le Noble.

### XVesiècle
- 1420 : attentat de Champtoceaux (enlèvement du duc de Bretagne Jean V par les comtes de Penthièvre).

### XVIesiècle
- 1503 : défi de Barletta.
- 1542 : la cinquième femme de Henri VIII d'Angleterre Catherine Howard est décapitée.
- 1575 : sacre du roi de France Henri III à Reims.

### XVIIesiècle
- 1639 : le prince et futur roi de Pologne (à partir de 1648) Jean Casimir Vasa est enfermé dans le donjon de la citadelle de Sisteron (Basses-Alpes de la Haute-Provence) sur ordre de Richelieu.
- 1660 : Charles XI devient roi de Suède (voir Décès ci-après correspondant à son prédécesseur sur ce trône).
- 1689 : le couronnement de Guillaume III d'Orange-Nassau et de Marie II d'Angleterre met fin à une longue période de troubles dans ce dernier pays.
- 1692 : massacre de Glencoe.

### XVIIIesiècle
- 1755 : le traité de Giyanti met fin à la troisième guerre de succession javanaise sous les auspices de la Compagnie néerlandaise des Indes orientales.
- 1782 : les Français occupent l'île Saint-Christophe dans les Antilles.
- 1787 : mort du ministre des Affaires étrangères et  principal ministre du roi de France Louis XVI le comte de Vergennes Charles Gravier.
- 1790 : la France sous monarchie parlementaire en révolution supprime et interdit les vœux monastiques.
- 1791 : combat de Vannes pendant la pré-Chouannerie.

### XIXesiècle
- 1801 : convention d'Aranjuez pendant les guerres de la Deuxième Coalition.
- 1806 : Napoléon de France rompt avec Pie VII à la suite des réserves énoncées par le pape à propos du « catéchisme impérial » qui sera proclamé le 4 avril et fait de l'empereur le « ministre de Dieu sur Terre »[pas clair].
- 1820 : assassinat de l'héritier présomptif en second du trône de France et duc du Berry Charles-Ferdinand d'Artois.
- 1821 : l'Autriche accède à une demande de Ferdinand Ier (roi des Deux-Siciles) (Ferdinand IV) en envoyant une armée pour réprimer un soulèvement à Naples.
- 1861 : François II des Deux-Siciles (François II de Naples) se rend à Giuseppe Garibaldi à Gaète après un siège débuté en 1860.

### XXesiècle
- Première Guerre mondiale de 1914 à 1918 :
  - en 1917, arrestation de la danseuse de music-hall Mata Hari par le contre-espionnage français.
  - En 1918, les principaux dirigeants allemands réunis à Bad Hombourg pour un conseil de la couronne impériale décident de ne pas renouveler l'armistice avec le gouvernement bolchevique et de reprendre les opérations militaires.
- 1935 : Bruno Hauptmann est reconnu coupable et condamné à mort pour l'enlèvement du bébé de l'aviateur américain Charles Lindbergh.
- Seconde guerre mondiale entre 1939 et 1945 :
  - en 1943, la bataille de Krasny Bor se conclut par une victoire tactique de l'Axe pendant le siège de Léningrad en Russie soviétique.
  - En 1945,
    - la capitale de la Saxe en Allemagne est pilonnée pendant deux jours par 1 500 Avro Lancaster britanniques et canadiens (bombardement de Dresde : 35 000 civils tués, des cloches d'église en fusion) ;
    - les Alliés prennent Budapest en Hongrie à son occupant nazi.
- 1947 : résolution no 18 du Conseil de sécurité des Nations unies (réduction et réglementation de l'armement).
- 1951 : début de la bataille de Jipyeong-ri pendant la guerre de Corée.
- 1960 :
  - premier essai nucléaire français à Reggane dans le désert de Tanezrouft en Algérie.
  - Début des sit-ins de Nashville par le mouvement des droits civiques visant à mettre fin à la ségrégation raciale aux États-Unis.
- 1961 : la mort survenue le 17 janvier du Premier ministre de la République démocratique du Congo Patrice Lumumba est annoncée par les autorités katangaises. Le Conseil de sécurité des Nations unies adopte en réaction la résolution 161 visant à éviter une guerre civile.
- 1962 : Nhiek Tioulong est nommé Premier ministre au Cambodge.
- 1965 : assassinat du chef de l'opposition Humberto Delgado au Portugal.
- 1973 : un rapport "Gendron" propose l'anglais et le français comme les deux langues nationales mais le français comme langue officielle pour le Québec sous le gouvernement Bourassa.
- 1982 : promulgation d'une loi de nationalisation par le premier gouvernement Mauroy en France.
- 1983 : le général et ministre israélien de la Défense Ariel Sharon démissionne de ce poste mais reste au gouvernement à la suite de la crise provoquée par le rapport de la commission d'enquête sur les massacres dans les camps palestiniens de Sabra et Chatila.
- 1984 : Konstantin Tchernenko devient secrétaire général du Parti communiste soviétique et chef de l'État de facto à la suite de la mort de son prédécesseur Iouri Andropov quatre jours auparavant.
- 1985 : le caporal Denis Lortie est condamné à 25 ans de prison ferme pour être entré dans l'Assemblée nationale du Québec et y avoir abattu trois personnes et blessé neuf autres le 8 mai 1984.
- 1986 : contre-attaque tchadienne qui permet de reprendre Kalait (guerre des Toyota) et opération Épervier dans le même État.
- 1991 : quelque 400 civils sont tués dans l'attaque d'un abri par l'aviation des États-Unis à Bagdad en Irak (guerre du Golfe).

### XXIesiècle
- 2003 :
  - fin de trois journées d'émeutes en Bolivie (26 morts et une centaine de blessés).
  - La chambre criminelle de la Cour française de cassation confirme la validité de la suspension de peine de Maurice Papon qui a permis la remise en liberté de l'ancien fonctionnaire de Vichy en septembre 2002.
- 2008 : le Premier ministre australien Kevin Rudd présente les excuses officielles du gouvernement aux Générations volées aborigènes.
- 2017 : assassinat du Nord-Coréen Kim Jong-Nam sans doute par les services de son propre frère cadet chef d'État à l'aéroport international de Kuala Lumpur.
- 2021 : 
  - aux États-Unis, le Sénat prononce l'acquittement de Donald Trump quant à sa responsabilité dans l'assaut du Capitole par ses partisans[2].
  - en Italie, le gouvernement de large entente de l'ancien président de la Banque centrale européenne Mario Draghi entre en fonction[3].
- 2022 : en Allemagne, Frank-Walter Steinmeier est réélu président fédéral par l'Assemblée fédérale[4].
- 2025 : en Allemagne, une attaque à la voiture bélier à Munich.

## Arts, culture et religion
- 1867 : Le Beau Danube bleu d'un des Strauss est joué pour la première fois en public.
- 1895 : les frères lyonnais Lumière déposent le brevet du cinématographe[5].
- 1972 : le groupe musical anglo-saxon Led Zeppelin se voit forcé d'annuler un concert qu'il devait donner à Singapour car les officiels locaux n'ont pas laissé les membres du groupe quitter leur avion sous prétexte qu'ils ont les cheveux trop longs.
- 1973 : les humoristes et comédiens français Michel Serrault et Jean Poiret jouent pour la première fois La Cage aux folles au théâtre du Palais-Royal à Paris, pièce dont Jean Poiret est l'auteur et qui sera jouée 1 900 fois devant plus de 1 800 000 spectateurs avant d'être portée au cinéma.
- 1974 : l'écrivain dénonciateur russe Alexandre Soljenitsyne est déchu de sa nationalité soviétique et exilé.
- 1996 : sortie de l'album All Eyez On Me du rappeur 2Pac, album emblématique du Hip-Hop Westcoast, contenant le single California Love.
- 2017 : le photojournaliste turc Burhan Özbilici remporte le World Press Photo of the Year à Amsterdam.

## Sciences et techniques
- 1935 : naissance de la première chaîne de télévision française Radio-PTT Vision.
- 2019 : la NASA confirme la perte de l'astromobile Opportunity quinze ans après son atterrissage sur Mars.
- 2023 : 2023 CX1 se désintègre dans l'atmosphère terrestre au-dessus de la Manche, devenant le septième astéroïde découvert avant son impact sur la Terre. Une météorite en est trouvée deux jours après à Saint-Pierre-le-Viger (Normandie, France).

## Économie et société
- 1910 : ouverture d'un vélodrome d'Hiver à Paris.
- 1921 : funérailles de Pierre Alexeiévitch Kropotkine.
- 1937 : un incendie au théâtre d'Antong en Chine cause 700 morts.
- 1983 : l'incendie du Cinema Statuto à Turin en Italie provoque 64 morts.
- 1986 : le Carnaval de Rio de Janeiro tourne au drame collectif au Brésil (121 morts).
- 1992 : la jeune femme de 25 ans Nancy B. presque totalement paralysée des pieds jusqu'au cou par le syndrome de Guillain-Barré depuis environ deux ans et demi et qui a obtenu le droit légal de mettre fin à ses jours meurt à l'Hôtel-Dieu de Québec après avoir demandé à ses médecins de débrancher son respirateur.
- 2000 : l'effondrement d'un réservoir de 100 000 mètres cubes d'eau polluée deux semaines plus tôt par du cyanure utilisé pour de l'extraction d'or dans une mine d'or roumaine empoisonne le fleuve Danube sur ses parties hongroise et yougoslave laissant derrière elle plusieurs centaines de tonnes de poissons et d'oiseaux morts (catastrophe écologique dans la région du Danube).
- 2001 : un nouveau séisme frappe le Salvador (plus de 400 morts et de 2 700 blessés.
- 2004 : 
  - funérailles nationales du chef du Parti libéral du Québec de 1978 à 1982 Claude Ryan  présidées par l'archevêque et cardinal de Montréal Jean-Claude Turcotte en la basilique Notre-Dame de Montréal.
  - Les journalistes de Radio France en grève depuis 18 jours pour réclamer une revalorisation salariale mettent fin à leur mouvement à la suite de la signature d'un protocole d'accord.
  - La Française des jeux et ses homologues espagnole et britannique auxquelles s'adjoindront progressivement d'autres "loteries nationales" européennes sortent le nouveau jeu d'argent EuroMillions auquel les joueurs peuvent parier depuis chacun de leurs pays européens respectifs.
- 2005 : le théâtre de l'Empire à Paris est détruit par une importante explosion provoquée par la défectuosité du groupe de sécurité d'un cumulus d'eau chaude.

## Naissances

### XVesiècle
- 1457 : Marie de Bourgogne, unique héritière de Charles le Téméraire († 27 mars 1482).

### XVIesiècle
- 1599 : Alexandre VII (Fabio Chigi dit), 237e pape, en fonction de 1655 à 1667 († 22 mai 1667).

### XVIIesiècle
- 1612 : Paul de Chomedey de Maisonneuve, officier français († 9 septembre 1676).
- 1664 : Teodor Andrzej Potocki, homme politique polonais († 12 décembre 1738).
- 1672 : Étienne-François Geoffroy, chimiste français († 6 janvier 1731).
- 1683 : Giovanni Battista Piazzetta, peintre italien († 29 avril 1754).

### XVIIIesiècle
- 1734 : Yves Joseph de Kerguelen de Trémarec, navigateur français, découvreur des mers australes († 3 mars 1797).
- 1740 : Sophie Arnould, actrice et cantatrice française († 22 octobre 1802).
- 1743 : Joseph Banks, naturaliste et botaniste britannique († 19 juin 1820).
- 1756 : Louis Marie de Caffarelli du Falga, militaire français, général de brigade, général de la Révolution († 27 avril 1799).
- 1766 : Thomas Malthus, économiste britannique († 29 décembre 1834).
- 1768 :
  - Charles Étienne Gudin, général français († 22 août 1812).
  - Édouard Mortier, maréchal d'Empire français († 28 juillet 1835).
- 1769 : Ivan Krylov (Иван Андреевич Крылов), écrivain russe († 21 novembre 1844).
- 1778 : Fernando Sor, guitariste et compositeur espagnol († 10 juillet 1839).
- 1794 : John Rous, militaire et noble britannique († 27 janvier 1886).
- 1797 : Léonard Victor Charner, officier français, amiral de France († 7 février 1869).

### XIXesiècle
- 1805 :
  - Johann Peter Gustav Lejeune Dirichlet, mathématicien allemand († 5 mai 1859).
  - Édouard de Verneuil, paléontologue français († 29 mai 1873).
- 1811 : François Achille Bazaine, maréchal de France († 23 septembre 1888).
- 1845 : Matilde De Fassi, acrobate équestre italo-espagnole († 23 septembre 1918).
- 1852 : John Louis Emil Dreyer, astronome irlando-danois († 14 septembre 1926).
- 1855 : Paul Deschanel, homme politique, journaliste et écrivain français, président de la République française en 1920 († 28 avril 1922).
- 1874 : Nikolaï Korotkov, chirurgien vasculaire russe puis soviétique († 14 mars 1920).
- 1886 : Auguste-Olympe Hériot, fils aîné du directeur-propriétaire des Grands Magasins du Louvre († 12 juin 1951).
- 1888 : Geórgios Papandréou, homme politique plusieurs fois  Premier ministre de la Grèce († 1er novembre 1968).
- 1898 : Jean Ozenne, acteur français († 27 janvier 1969).
- 1900 :
  - Roy Forbes Harrod, économiste britannique († 8 mars 1978).
  - Abraham Plessner (en) (Абрам Иезекиилович Плеснер), mathématicien russe († 18 avril 1961).

### XXesiècle
- 1902 : Waldemar Gurian, politologue allemand († 26 mai 1954).
- 1903 : Georges Simenon, écrivain de romans policiers belge († 4 septembre 1989).
- 1905 : Henri Derringer, résistant et officier de carrière français d'origine allemande († 1er décembre 1974).
- 1906 : Walter James « Wally » Westmore, maquilleur américain († 3 juillet 1973).
- 1909 : Mario Casariego y Acevedo, cardinal espagnol, archevêque de Guatemala de 1964 à 1983 († 15 juin 1983).
- 1910 : 
  - Elsa Barraine, pianiste et compositrice française († 20 mars 1999).
  - William Shockley, physicien américain († 12 août 1989).
- 1911 : André Hardellet, poète français († 24 juillet 1974).
- 1915 :
  - Lyle Bettger, acteur américain († 24 septembre 2003).
  - Aung San, militaire et homme politique birman, père de l'indépendance birmane († 19 juillet 1947).
- 1917 : Alain Poiré, scénariste et producteur de cinéma français († 14 janvier 2000).
- 1919 : Tennessee Ernie Ford (Ernest Jennings Ford dit), chanteur et guitariste de musique country américain († 17 octobre 1991).
- 1920 : Eileen Farrell, cantatrice américaine († 23 mars 2002).
- 1921 : Jeanne Demessieux, organiste, pianiste, improvisateur et compositrice française († 11 novembre 1968).
- 1923 : 
  - Michael Anthony Bilandic, homme politique américain († 15 janvier 2002).
  - Charles Elwood « Chuck » Yeager, aviateur américain, premier pilote à franchir le mur du son († 7 décembre 2020).
- 1924 : Jean-Jacques Servan-Schreiber souvent dit J.J.S.S., journaliste, essayiste et homme politique français († 7 novembre 2006).
- 1926 : Verner Panton, designer danois († 5 septembre 1998).
- 1927 : Marcel Mouchel, footballeur français († 7 mars 2012).
- 1928 : Gerald Regan, homme politique canadien, Premier ministre de la Nouvelle-Écosse de 1970 à 1978 († 26 novembre 2019).
- 1929 : Jean Cabanot, historien et religieux catholique français.
- 1930 : Yves Michaud, journaliste et homme politique québécois.
- 1932 :
  - Julio Aparicio, matador espagnol.
  - Michel Christian Bergerac, homme d'affaires français († 11 septembre 2016).
  - Susan Oliver, actrice, réalisatrice de télévision et aviatrice américaine († 10 mai 1990).
  - Barbara Shelley, actrice britannique († 4 janvier 2021).
  - Estela Medina, grande dame du théâtre uruguayen.
- 1933 :
  - Paul Biya, homme politique camerounais président depuis 1982.
  - Costa-Gavras (Konstantinos Gavras dit), metteur en scène français d'origine grecque.
  - Marilyn « Kim » Novak, actrice américaine.
  - Emanuel Ungaro, couturier franco-italien († 21 décembre 2019).
- 1934 : George Segal, acteur américain († 23 mars 2021).
- 1935 : Hwang Chun-ming (Huang Chunming, 黃春明, Huáng Chūnmíng), écrivain taïwanais.
- 1936 : Pavol Molnár, joueur de football international tchécoslovaque († 6 novembre 2021).
- 1937 :
  - Andrée Brunin, poète français († 1er avril 1993).
  - Sigmund Jähn, spationaute allemand († 21 septembre 2019).
- 1938 :
  - Pierre Raffin, évêque catholique français, évêque de Metz de 1987 à 2013 († 2 février 2024).
  - Oliver Reed, acteur britannique († 2 mai 1999).
- 1939 :
  - Evelyne Dandry (née Deyhérassary), actrice française.
  - Raôul Duguay, chanteur québécois.
  - Beate Klarsfeld, chasseresse germano-israélienne de nazis.
  - Valeri Rojdestvenski (Валерий Ильич Рождественский), cosmonaute soviétique († 31 août 2011).
- 1940 : André Dupuy, évêque catholique français, nonce apostolique au Bénin puis au Ghana (en) et Togo, au Venezuela (en), auprès de la Communauté européenne et à Monaco (en) et enfin aux Pays-Bas (en).
- 1942 :
  - Carol Lynley, actrice américaine († 3 septembre 2019).
  - Peter Tork (Peter Halsten Thorkelson dit), acteur et musicien américain du groupe The Monkees († 21 février 2019).
  - Donald Edward Williams, astronaute américain († 23 février 2016).
- 1943 : Penny Valentine, journaliste britannique († 9 janvier 2003).
- 1944 :
  - Yves Afonso, acteur français († 21 janvier 2018).
  - Stockard Channing, actrice américaine.
  - Gerald Norman « Jerry » Springer, animateur de télévision américain.
- 1945 : 
  - King Floyd, chanteur et compositeur américain († 6 mars 2006).
  - Kenneth Sitzberger, plongeur américain champion olympique († 2 janvier 1984).
- 1947 : Michael William « Mike » Krzyzewski, entraîneur de basket-ball américain.
- 1948 : Eizō Kenmotsu, gymnaste japonais triple champion olympique.
- 1950 :
  - Peter Gabriel, auteur-compositeur-interprète et musicien britannique.
  - Scott Paulin, acteur américain.
- 1951 : David Naughton, acteur américain.
- 1952 : Edward John « Ed » Gagliardi (en), bassiste américain du groupe Foreigner († 11 mai 2014).
- 1956 : 
  - Paul Four, pentathlète français médaillé olympique.
  - Peter Hook, écrivain, bassiste et disc-jockey britannique issu des groupes Joy Division et New Order.
- 1957 : 
  - Didier Boubé, pentathlète français médaillé olympique.
  - Paul Slack, auteur-compositeur-interprète, bassiste et artiste peintre britannique issu des groupes UK Subs et The Flying Padovanis.
- 1958 :
  - Pernilla August, actrice suédoise.
  - Jean-François Lisée, journaliste, écrivain et homme politique québécois.
- 1959 :
  - Gaston Gingras, joueur de hockey sur glace québécois.
  - Michel Lemieux, artiste pluridisciplinaire québécois.
  - Pepe Luis Vargas (José Luis Vargas Álvarez dit), matador espagnol.
  - Peter Heller, écrivain américain.
- 1960 : Francis Chateauraynaud, sociologue français.
- 1961 : Marc Crawford, joueur et entraîneur canadien de hockey sur glace.
- 1962 : 
  - Albert « Bébert » Kassabi, chanteur du groupe de rock 'n' roll français des années 1980 Les Forbans.
  - Christiane Weber, fleurettiste allemande championne olympique.
- 1965 : Kenny Harrison, athlète américain champion olympique du triple-saut.
- 1966 :
  - Neal McDonough, acteur américain.
  - Alexandre Sterling, acteur français.
- 1967 : Salman Radouïev, dirigeant du mouvement séparatiste tchétchène (mort le 14 décembre 2002).
- 1968 : 
  - Emmanuel Atuyakila, homme politique de la République démocratique du Congo.
  - Céline Géraud, ancienne judokate française devenue animatrice de télévision.
- 1969 : Joyce DiDonato, mezzo-soprano américaine.
- 1970 : 
  - Elmer Bennett, basketteur américain.
  - Joseph L. Searles III, courtier américain († 26 juillet 2021).
- 1971 :
  - Jean-Marie Corbeil, humoriste québécois.
  - Mats Sundin, joueur de hockey sur glace suédois.
  - Begoña Vía Dufresne, navigatrice espagnole championne olympique.
- 1972 : 
  - Božidar Jović, handballeur croate champion olympique et du monde.
  - Virgilijus Alekna, athlète lituanien double champion olympique du lancer du disque.
- 1974 : Robert Peter « Robbie » Williams, chanteur britannique.
- 1976 : Leslie Feist, auteur-chanteuse canadienne.
- 1977 :
  - Hugo Lapointe, auteur-compositeur et interprète québécois.
  - Randy Moss, joueur américain de football américain.
- 1978 : Niklas Bäckström, joueur de hockey sur glace finlandais.
- 1979 : 
  - Mena Suvari, actrice américaine.
  - Stephan Mølvig, rameur d'aviron danois, champion olympique.
  - Dorothée Pousséo, actrice française.
- 1980 : Louise Stephanie Zeh, judokate camerounaise.
- 1981 : Luke Ridnour, basketteur américain.
- 1982 : Julien Viale, footballeur français.
- 1983 : Reem Kherici, actrice française.
- 1985 :
  - Somdev Devvarman / सोमदेव देववर्मन, joueur de tennis professionnel indien.
  - Justin Ray Giddens, basketteur américain.
  - Samantha Sin, actrice de film pornographique américaine.
- 1986 : Jamie Murray, joueur de tennis britannique.
- 1987 : Joey van der Velden, acteur néerlandais.
- 1988 : 
  - Ronan Quemener, hockeyeur sur glace français.
  - Kayra Sayıt, judoka franco-turque.
  - Irene Montero, ministre espagnole de l'Égalité et députée aux Cortes Generales
- 1989 : José Gonçalves, cycliste sur route portugais.
- 1990 : Mamadou Sakho, footballeur français.
- 1991 :
  - Eliaquim Mangala, footballeur français.
  - Vianney (Vianney Bureau dit), chanteur français.
- 1992 : Keith Appling, basketteur américain.
- 1994 :
  - Sylvia Brunlehner, nageuse kényane.
  - Memphis Depay, footballeur néerlandais.
  - Axel Reymond, nageur français.
- 1995 :
  - Frederik Børsting, footballeur danois.
  - Syrine Issaoui, lutteuse tunisienne.
  - Tibor Linka, kayakiste slovaque.
  - Lia Neal, nageuse américaine.
  - Georges-Kévin Nkoudou, footballeur français d'origine camerounaise.
  - Maria Wierzbowska, rameuse d'aviron polonaise.

### XXIesiècle
- 2002 : Sophia Lillis, actrice américaine.

## Décès

### Xesiècle
- 990 : Æthelgar, archevêque de Cantorbéry de 988 à sa mort (° inconnue, probablement au Xe siècle aussi).

### XIIesiècle
- 1130 : Honorius II (Lamberto Scannabecchi dit), 163e pape, en fonction de 1124 à sa mort (° inconnue, probablement au XIe siècle).

### XIIIesiècle
- 1219 : Minamoto no Sanetomo (源 実朝), shogun japonais (° 17 septembre 1192).

### XIVesiècle
- 1332 : Andronic II Paléologue, empereur byzantin de 1282 à 1328 (° 25 mars 1259).

### XVIesiècle
- 1539 : Isabelle d'Este, noble italienne, épouse du marquis de Mantoue (° 18 mai 1474).
- 1542 : Catherine Howard, cinquième épouse du roi Henri VIII d'Angleterre (° v. 1520 à 1525).
- 1571 : Benvenuto Cellini, sculpteur italien (° 1er, 2 ou 3 novembre 1500).
- 1585 : Alfonso Salmeron, jésuite espagnol (° 8 septembre 1515).
- 1591 ou 1592 : Jacopo Bassano, peintre italien (° v. 1510).

### XVIIesiècle
- 1660 : Charles X Gustave, roi de Suède de 1654 à 1660 (° 8 novembre 1622).
- 1662 (ou 12 / 14 février) : Élisabeth Stuart, fille du roi d'Angleterre Jacques Ier, reine de Bohême de 1619 à 1620 (° 19 août 1596).

### XVIIIesiècle
- 1728 : Cotton Mather, pasteur puritain américain (° 12 février 1663).
- 1732 : Charles-René d'Hozier, historien français (° 27 février 1640).
- 1787 :
  - Ruđer Josip Bošković, physicien, mathématicien et astronome croate (° 18 mai 1711).
  - Charles Gravier de Vergennes, homme d'État français (° 29 décembre 1719).

### XIXesiècle
- 1845 : Henrik Steffens, philosophe allemand d'origine norvégienne (° 2 mai 1773).
- 1874 : Franz Taurinus (en), mathématicien allemand (° 15 novembre 1794).
- 1880 : Eugène de Mirecourt (Charles Jean-Baptiste Jacquot dit), écrivain français (° 19 novembre 1812).
- 1883 : Richard Wagner, compositeur allemand (° 22 mai 1813).
- 1886 : Ernest de Steenhault de Waerbeek, homme politique belge (° 5 octobre 1815).
- 1888 : Jean-Baptiste Lamy, missionnaire français, premier archevêque de Santa Fé de 1853 à 1885 (° 11 octobre 1814).

### XXesiècle
- 1904 : Octave Callandreau, astronome français (° 18 septembre 1852).
- 1906 : Albert Gottschalk, peintre danois (° 3 juillet 1866).
- 1914 : Alphonse Bertillon, inventeur de l'anthropologie judiciaire (° 22 avril 1853).
- 1917 : Henry Schermerhorn De Forest, homme politique américain (° 16 février 1847).
- 1926 : Francis Ysidro Edgeworth, mathématicien et polymathe irlandais (° 8 février 1845).
- 1947 : Erich Hecke, mathématicien allemand (° 20 septembre 1887).
- 1951 : Lars Gabriel Andersson, zoologiste suédois (° 22 février 1868).
- 1956 : Jan Łukasiewicz, logicien polonais (° 21 décembre 1878).
- 1958 : Georges Rouault, peintre français (° 27 mai 1871).
- 1965 : Humberto Delgado, militaire et leader opposant politique portugais assassiné en Estrémadure espagnole (° 15 mai 1906).
- 1968 : Mary Wayne « Mae » Marsh, actrice américaine (° 9 novembre 1894).
- 1975 :
  - Arthur Laing, homme politique canadien (° 9 septembre 1904).
  - Joaquín Peinado, peintre espagnol (° 19 juillet 1898).
- 1976 :
  - Murtala Muhammed, homme politique et militaire nigérian, président du Nigéria de 1975 à 1976 (° 8 novembre 1938).
  - Lily Pons (Alice Josephine Pons dite), soprano française (° 12 avril 1898).
- 1980 :
  - David Janssen, acteur et compositeur américain (° 27 mars 1931).
  - Marian Rejewski, cryptologue polonais (° 16 août 1905).
- 1989 : Jean-Michel Rouzière (Michel-Jacques-Gaston Rouzière dit), comédien et directeur de théâtre français (° 27 avril 1931).
- 1991 : Arno Breker, sculpteur allemand (° 19 juillet 1900).
- 1993 : Araksi Babayan, chimiste arménienne (° 5 mai 1906).
- 1996 : Martin Balsam, acteur américain (° 4 novembre 1919).
- 1997 : 
  - Robert Herman, astronome et physicien américain (° 29 août 1914).
  - Don Jordan, boxeur américain (° 22 juin 1934).
- 1998 : 
  - Jo Clayton, écrivaine américaine (° 15 février 1939).
  - Antoine Dresse, personnalité sourde belge (° 1er août 1902).
  - Claude Prey, compositeur français (° 30 mai 1925).
  - Roger Schaffter, homme politique suisse (° 11 décembre 1917).
- 1999 : Gary Jennings, romancier américain (° 20 septembre 1928).
- 2000 : 
  - James Cooke Brown, sociologue et écrivain américain (° 21 juillet 1921).
  - Tomás Zarraonandía, footballeur espagnol (° 28 décembre 1910).

### XXIesiècle
- 2002 : Waylon Jennings, chanteur, guitariste et compositeur américain de musique country (° 15 juin 1937).
- 2003 :
  - Kid Gavilan (Gerardo Gonzalez dit), boxeur cubain (° 6 janvier 1926).
  - Dennis McDermott, syndicaliste et diplomate canadien (° 3 novembre 1922).
  - Walt Whitman Rostow, économiste américain (° 7 octobre 1916).
- 2004 : François Tavenas, ingénieur civil et universitaire québécois d'origine française (° 12 septembre 1942).
- 2005 :
  - Ndiaga Mbaye, griot et auteur-compositeur-interprète sénégalais (° 1948).
  - Maurice Trintignant, pilote automobile français deux fois vainqueur de Grands Prix en 1954 (° 30 octobre 1917).
  - Lúcia dos Santos, voyante de Fatima (° 22 mars 1907).
- 2008 :
  - Kon Ichikawa (市川 崑), réalisateur japonais (° 20 novembre 1915).
  - Henri Salvador, chanteur et guitariste de jazz français (° 18 juillet 1917).
- 2010 :
  - Delmar Allen « Dale » Hawkins, chanteur américain (° 22 août 1938).
  - Serge Sauvion, acteur et doubleur vocal francophone hors-Québec (° 18 février 1929).
- 2012 :
  - Sophie Desmarets, comédienne française (° 7 avril 1922).
  - Freddie Solomon, joueur américain de football américain (° 11 janvier 1953).
  - Jean-Pierre Spiero, réalisateur français de télévision (° 4 août 1937).
- 2015 : Geneviève Dormann, femme de lettres et journaliste française (° 24 septembre 1933).
- 2016 :
  - Trifon Ivanov, footballeur international bulgare (° 27 juillet 1965).
  - Antonin Scalia, juge américain, doyen de la Cour Suprême des États-Unis (° 11 mars 1936).
- 2017 : Raymond Dugrand, géographe français (° 13 janvier 1925).
- 2018 :
  - Joseph Bonnel, footballeur français (° 4 janvier 1939).
  - Henri de Laborde de Monpezat, époux de la reine du Danemark Margrethe II (° 11 juin 1934).
- 2019 :
  - Pierre Encrevé, linguiste à l'EHESS, conseiller ministériel et historien d'art spécialiste de Soulages (° 10 septembre 1939).
  - Vitaly Khmelnitsky, footballeur soviétique (° 12 juin 1943).
- 2020 : Liliane de Kermadec, réalisatrice et scénariste française (° 6 octobre 1928).
- 2023 : 
  - Thierry Alla, compositeur et musicologue français (° 24 mars 1955).
  - Pierre Garcia, footballeur puis entraîneur français (° 27 juillet 1943).
  - José María Gil-Robles y Gil-Delgado, homme politique espagnol (° 17 juin 1935).
  - Alain Goraguer, compositeur et arrangeur français (° 20 août 1931).
  - Lalita Lajmi, peintre indienne (° 17 octobre 1932).
  - Leiji Matsumoto, dessinateur japonais de manga et anime (° 25 janvier 1938).
  - Zia Mohyeddin, acteur pakistanais (° 20 juin 1931).
  - Kéné Ndoye, athlète sénégalaise (° 20 novembre 1978).
  - Jean Pattou, architecte et un artiste français (° 14 février 1940).
  - Suzanne Sens, femme de lettres française (° 15 septembre 1930).
  - David Singmaster, mathématicien américain (° ? décembre 1938).
  - Oliver Wood, directeur de la photographie britannique (° 2 avril 1942).
  - Shi Zhongci, mathématicien chinois (° 5 décembre 1933).
- 2024 : 
  - Alain Dorval, acteur de doublage français et voix de Sylvester Stallone (° 9 août 1946).
  - Frans van der Hoff, missionnaire néerlandais (° 13 juillet 1939).

## Célébrations

### Internationales et nationales
- Nations unies : journée mondiale de la radio en mémoire du jour de la création de la radio des Nations unies le 13 février 1946[6],[7],[8].
- Date possible pour le début du nouvel an asiatique ou « fête du printemps », entre  20 janvier et 20 février au gré de la Lune.

### Religieuses
- Fêtes religieuses romaines antiques : 
  - premier jour des Parentalia pour fêter les mânes des ancêtres jusqu'en veille des Feraliae des 21 februarius (de manière inversée aux 31 octobre et 1er novembre germaniques et celtiques Halloween et Samain etc.) ;
  - et premier jour des Lupercales pour célébrer le dieu Faunus jusqu'au 15 février et à travers lui la renaissance prochaine du printemps et les fertilité ou fécondité, en cette veille de saint-Valentin à la symbolique proche, veille parfois de jours-gras de fin de Carnaval aux déguisements similaires comme chez les anciens Germains[9] (parfois en lycanthropes ou loups-garous) et parfois au lendemain de la fête "panasiate" du printemps comme ci-avant en 2021.

#### Saints catholiques et orthodoxes
Saints catholiques et orthodoxes :
- Bénigne de Todi (pt) († 304), prêtre et martyr à Todi.
- Castor de Karden († 389), évangélisateur de la vallée de la Moselle, patron de la ville de Coblence.
- Domnin de Digne († 379), 1er évêque de Digne.
- Ermenilde († 700), veuve du roi Wulfhere de Mercie, abbesse d'Ely.
- Étienne de Lyon († 512), 23e évêque de Lyon.
- Etienne de Rieti (VIe siècle), moine bénédictin italien.
- Fulcran de Lodève († 1006), 30e évêque de Lodève.
- Fusque (it) († 250), vierge, et Maure sa nourrice, martyres à Ravenne.
- Gilbert de Meaux († 1009), 46e évêque de Meaux.
- Gimer († 931), 12e évêque de Carcassonne.
- Gosbert (de) († 874), abbé bénédictin, ami de saint Anschaire, évêque d'Osnabrück.
- Lézin d'Angers († 618), 14e évêque d'Angers, saint patron des ardoisiers.
- Martinien († 830), ermite à Césarée.
- Pierre 1er de Verceil († 1010), 55e évêque de Verceil.
- Polyeucte de Mélitène († 259), mort martyr, célébré les 13 février uniquement en catholicité, en janvier en orthodoxies.

#### Saints et bienheureux catholiques
Saints et bienheureux catholiques :
- Ange(lo) de Rieti († 1257), bienheureux religieux franciscain - disciple de saint François d'Assise.
- Béatrice d'Ornacieux († 1303), bienheureuse noniale française fondatrice du monastère d'Eymeux et des chartreuses d'Eymeux.
- Christine de Spolète (it) († 1458), bienheureuse religieuse augustine italienne.
- Eustochium Bellini (it) († 1468), bienheureuse religieuse bénédictine italienne.
- James Alfred Miller († 1982), bienheureux religieux américain mort martyr.
- Jourdain de Saxe († 1237), bienheureux religieux dominicain, successeur de saint Dominique à la tête de l'ordre des Prêcheurs / O.P.
- Paul Le Van Loc († 1859), prêtre et martyr en Cochinchine.
- Paul Liu Hanzuo († 1818), prêtre chinois martyr à Chengdu.

#### Saints orthodoxes
- Syméon le Myroblite († 1200), Ermite.

### Prénoms du jour[Où?]
Bonne fête aux Béatrice et ses variantes et  abréviation : Béa, Beata, Beate, Beatrice, Beatricia, Beatrix, Béatrix, Beatriz.
Et aussi aux :
- Jourdain et ses variantes masculines : Giordano, Gordon, Jordan, Jordane, Jordann, Jordany, Jordi, Jordy, Jourdan ; et féminines : Giordana, Jordana, Jordane, Jordanna, Jordanne, Came/élia Jordana, etc.
- Sava et sa variante Sabas[12].

## Traditions et superstitions

### Dictons
- « À la sainte Béatrice, mets radis d'hiver, raifort et choux dans ta pelisse. »[13]
- « De sainte Béatrice la nuée assure six semaines mouillées. »[14]

### Astrologie
- Signe du zodiaque : 24e jour du signe astrologique du Verseau.